# Le Plessis-aux-Bois
Le Plessis-aux-Bois è un comune francese di 247 abitanti situato nel dipartimento di Senna e Marna nella regione dell'Île-de-France.

## Società

### Evoluzione demografica
Abitanti censiti